# بروک فورد
بروک فورد (انگلیسی: Brooke Forde؛ زادهٔ ۴ مارس ۱۹۹۹) شناگر اهل ایالات متحده آمریکا است.